# Combeaufontaine
Combeaufontaine és un municipi francès situat al departament de l'Alt Saona i a la regió de Borgonya - Franc Comtat. L'any 2007 tenia 542 habitants.

## Demografia

### Població
El 2007 la població de fet de Combeaufontaine era de 542 persones. Hi havia 206 famílies, de les quals 60 eren unipersonals (20 homes vivint sols i 40 dones vivint soles), 67 parelles sense fills, 67 parelles amb fills i 12 famílies monoparentals amb fills.
La població ha evolucionat segons el següent gràfic:
Habitants censats

### Habitatges
El 2007 hi havia 248 habitatges, 213 eren l'habitatge principal de la família, 9 eren segones residències i 26 estaven desocupats. 192 eren cases i 55 eren apartaments. Dels 213 habitatges principals, 144 estaven ocupats pels seus propietaris, 61 estaven llogats i ocupats pels llogaters i 8 estaven cedits a títol gratuït; 8 tenien una cambra, 15 en tenien dues, 24 en tenien tres, 47 en tenien quatre i 120 en tenien cinc o més. 163 habitatges disposaven pel capbaix d'una plaça de pàrquing. A 104 habitatges hi havia un automòbil i a 88 n'hi havia dos o més.

### Piràmide de població
La piràmide de població per edats i sexe el 2009 era:
| Homes | Edats   | Dones |
| ----- | ------- | ----- |
| 0     | 95 o +  | 0     |
| 0     | 90 a 94 | 8     |
| 0     | 85 a 89 | 8     |
| 8     | 80 a 84 | 20    |
| 16    | 75 a 79 | 12    |
| 12    | 70 a 74 | 20    |
| 16    | 65 a 69 | 12    |
| 4     | 60 a 64 | 4     |
| 4     | 55 a 59 | 8     |
| 12    | 50 a 54 | 8     |
| 16    | 45 a 49 | 16    |
| 20    | 40 a 44 | 20    |
| 12    | 35 a 39 | 8     |
| 20    | 30 a 34 | 28    |
| 12    | 25 a 29 | 16    |
| 8     | 20 a 24 | 12    |
| 28    | 15 a 19 | 8     |
| 16    | 10 a 14 | 12    |
| 16    | 5 a 9   | 20    |
| 20    | 0 a 4   | 12    |

## Economia
El 2007 la població en edat de treballar era de 335 persones, 241 eren actives i 94 eren inactives. De les 241 persones actives 223 estaven ocupades (122 homes i 101 dones) i 18 estaven aturades (6 homes i 12 dones). De les 94 persones inactives 30 estaven jubilades, 31 estaven estudiant i 33 estaven classificades com a «altres inactius».

### Ingressos
El 2009 a Combeaufontaine hi havia 232 unitats fiscals que integraven 553,5 persones, la mediana anual d'ingressos fiscals per persona era de 13.961 €.

### Activitats econòmiques
Dels 36 establiments que hi havia el 2007, 1 era d'una empresa alimentària, 1 d'una empresa de fabricació d'altres productes industrials, 2 d'empreses de construcció, 11 d'empreses de comerç i reparació d'automòbils, 4 d'empreses de transport, 2 d'empreses d'hostatgeria i restauració, 1 d'una empresa financera, 1 d'una empresa immobiliària, 10 d'entitats de l'administració pública i 3 d'empreses classificades com a «altres activitats de serveis».
Dels 12 establiments de servei als particulars que hi havia el 2009, 1 era una oficina d'administració d'Hisenda pública, 1 gendarmeria, 1 oficina de correu, 1 una oficina bancària, 1 funerària, 3 tallers de reparació d'automòbils i de material agrícola, 1 autoescola, 1 electricista, 1 perruqueria i 1 restaurant.
Dels 4 establiments comercials que hi havia el 2009, 1 era un supermercat, 1 una botiga de més de 120 m², 1 una botiga de menys de 120 m² i 1 una peixateria.
L'any 2000 a Combeaufontaine hi havia 3 explotacions agrícoles.

## Equipaments sanitaris i escolars
El 2009 hi havia 1 farmàcia i 1 ambulància.
El 2009 hi havia una escola elemental.

## Poblacions més properes
El següent diagrama mostra les poblacions més properes.